# Josefa Antonia Perdomo y Heredia
Josefa Antonia Perdomo y Heredia (Santo Domingo, 13 de junio de 1834-Santo Domingo, 25 de mayo de 1896) fue una poetisa dominicana y la primera mujer  en su país en publicar sus poesías. 

## Biografía y obra
Hija de Felipe Perdomo Luna y de Mercedes Heredia, de familia de comerciantes y terratenientes. Su tío, el escritor Manuel de Jesús Heredia, le inició en el mundo de las Letras. 
Publicó su primer poema en prensa en 1854, Delicias del Campo, bajo el seudónimo "Laura":  

“El campo  çpor abril verde y florido/ Vuelve sin duda al corazón la calma; / Reposa en él tranquila nuestra alma/ Y palpita sin susto el corazón.// El aliento del céfiro apacible, / Los variados matices de las flores/ Y las aves que cantan sus amores, / Producen la más grata sensación.// En el triste silencio de la noche, / Ostentando los astros  su riqueza, /Se presentan allí con más belleza/ Llenando el alma de consuelo y paz.”

Continuó publicando con ese apodo en la prensa, sobre todo en el periódico El Oasis, órgano de difusión de la Sociedad Amantes de las Luz, y en el católico La Crónica. Luego también lo haría ya con su nombre. La mayor parte de su obra fue de contenido religioso católico. Durante años ocupó la Presidencia de la Congregación Hijas de María, y fue muy activa la Sociedad Amigos de los Pobres y la Casa de Beneficencia.
Publicó su libro Poesías de la Señorita Josefa A. Perdomo en 1885, con Prólogo de José Joaquín Pérez y editado en la Imprenta de García Hermanos.  
Ese año participó en una jornada de la Prensa Asociada de Santo Domingo para la que compuso, 27 de Febrero, y en otra reunión de la Prensa Asociada, coincidiendo con la Gesta del 16 de agosto (denominado Grito del Capotillo o Día de la Restauración) presentó el poema A Mi Patria.
A partir de su poesía, Quejas del alma (A mi hermana Sebastiana), se llamó a sí misma "la triste Laura", y hablaba de su “mortal quebranto”, en sus textos dedicados a familiares, amigos y en los religiosos. No ponía en valor su obra que calificaba de “lastimoso canto” o “versos mal logrados”.  
En los años 70 y 80 tuvo una vida intelectual activa en la Sociedad Literaria Amigos del País, de la que fue miembro numeraria. 
Soltera y sin descendencia, falleció en su ciudad natal el 25 de mayo de 1896, siendo enterrada en la Catedral.  
Al día siguiente, el periódico Listín Diario anunció así su fallecimiento: 

“También ha desaparecido para siempre de este valle de lágrimas la señorita doña Josefa Perdomo, virtuosa dama y distinguida y correcta poetisa. Por las bellas prendas de su carácter era generalmente estimada la señorita Perdomo, y sus versos en los cuales transparentábanse [sic] los sentimientos de su alma, a un tiempo dulces y melancólicos, fueron siempre leídos con agrado y aplausos. / Descanse en el señor la que ya no existe y reciban sus deudos todos nuestro pésame”

Tiene una calle con su nombre en la capital, Santo Domingo. 

## Reconocimientos
Los poemas de Josefa fueron incluidos en la antología Lira de Quisqueya (1874), de José Castellanos. Además, Abigaíl Mejía destacó a la poeta en Historia de la Literatura Dominicana (1951) y Joaquín Balaguer, en Historia de la Literatura Dominicana, cuya quinta edición se publicó en Buenos Aires en 1974. Josefa también figura en la Antología Literaria Dominicana (1981), de Margarita Paredes de Vallejo. 
Tras su muerte en 1986, Gastón Fernando Deligne le dedicó el poema Josefa A. Perdomo y Eugenio María de Hostos dijo de ella:

“La poetisa ha vaciado un corazón sencillo, tierno y benévolo, lira de nervios que sólo tiene tres notas; la que canta el generoso sentimiento de la amistad y los dulces afectos de la familia, la que entona los himnos a la patria, y la que expresa los impulsos religiosos.”

Y al conocer su fallecimiento, Pedro Henríquez Ureña escribió la primera poesía de su vida, dedicándosela a ella, lo que da idea de lo mucho que la poetisa influyó en el intelectual dominicano, si bien esta elegía no sería publicada hasta 2016, en las obras completas del escritor, editadas por Miguel D. Mena. 